# Adorazione dei Magi (Parmigianino)
L'Adorazione dei Magi è un dipinto a olio su tavola (120x94 cm) del Parmigianino, databile al 1529 circa e conservato nella chiesa di San Domenico a Taggia (provincia di Imperia). 

## Storia
L'opera si trova nella chiesa almeno dal 1622, quando è citata, nel 1523, in un inventario relativo a quell'anno, compilato da padre Niccolò Calvi. Forse era giunto in quella sede come omaggio a uno dei frati, che praticavano l'Inquisizione. Già attribuita a Perin del Vaga, poi a Luca Cambiaso e a Girolamo da Treviso, fu Roberto Longhi ad assegnarla a Parmigianino, ravvisandovi analogie con la Madonna Vasari e con la Madonna di Santa Margherita.

## Descrizione e stile
Sotto la capanna in rovina, rappresentata con un tetto ligneo sfondato retto da due colonne di pietra e un arco in muratura, si svolge la scena dell'adorazione dei Magi. Maria tiene in braccio Gesù che, al centro, si appoggia a una delle ampolle portate dai Magi, che si accalcano a destra. Uno è vecchio, in primo piano, uno ha una barba lunga e castana e infine uno è giovane e di colore, con'espressione di annoiata attesa. Maria guarda Giuseppe, che si trova all'estrema sinistra, orante. Sullo sfondo poi, alcune notazioni sintetiche, ritraggono il corteo dei Magi, i pastori, il bue e l'asinello.
Memorie raffellesche e lo stato semifinito, di "abbozzo universale" (Longhi, 1958), confermano una datazione anteriore al 1530, relativa al soggiorno bolognese. Prima di dipingere la tavola il pittore dovette infatti aver visto il cartone di Baldassarre Peruzzi con lo stesso soggetto, opera eseguita a Bologna nel 1522 e oggi al British Museum di Londra, da cui riprese le figure centrale della Madonna, il Bambino e il primo re Mago.